# CHST6
CHST6 (англ. Carbohydrate sulfotransferase 6) – білок, який кодується однойменним геном, розташованим у людей на короткому плечі 16-ї хромосоми. Довжина поліпептидного ланцюга білка становить 395 амінокислот, а молекулярна маса — 44 099.
| 10         |  | 20         |  | 30         |  | 40         |  | 50         |
| ---------- |  | ---------- |  | ---------- |  | ---------- |  | ---------- |
| MWLPRVSSTA |  | VTALLLAQTF |  | LLLFLVSRPG |  | PSSPAGGEAR |  | VHVLVLSSWR |
| SGSSFVGQLF |  | NQHPDVFYLM |  | EPAWHVWTTL |  | SQGSAATLHM |  | AVRDLVRSVF |
| LCDMDVFDAY |  | LPWRRNLSDL |  | FQWAVSRALC |  | SPPACSAFPR |  | GAISSEAVCK |
| PLCARQSFTL |  | AREACRSYSH |  | VVLKEVRFFN |  | LQVLYPLLSD |  | PALNLRIVHL |
| VRDPRAVLRS |  | REQTAKALAR |  | DNGIVLGTNG |  | TWVEADPGLR |  | VVREVCRSHV |
| RIAEAATLKP |  | PPFLRGRYRL |  | VRFEDLAREP |  | LAEIRALYAF |  | TGLSLTPQLE |
| AWIHNITHGS |  | GPGARREAFK |  | TSSRNALNVS |  | QAWRHALPFA |  | KIRRVQELCA |
| GALQLLGYRP |  | VYSEDEQRNL |  | ALDLVLPRGL |  | NGFTWASSTA |  | SHPRN      |

A: Аланін

C: Цистеїн

D: Аспарагінова кислота

E: Глутамінова кислота

F: Фенілаланін

G: Гліцин

H: Гістидин

I: Ізолейцин

K: Лізин

L: Лейцин

M: Метіонін

N: Аспарагін

P: Пролін

Q: Глутамін

R: Аргінін

S: Серин

T: Треонін

V: Валін

W: Триптофан

Кодований геном білок за функцією належить до трансфераз. 
Задіяний у такому біологічному процесі, як вуглеводний обмін. 
Локалізований у мембрані, апараті гольджі.